# Ramón Marsal
José Ramón Marsal Ribó (Madrid, 1934. december 12. – Madrid, 2007. január 22.) válogatott spanyol labdarúgó, középpályás.

## Pályafutása

### Klubcsapatban
1953–54-ben a Hércules, 1954–55-ben a Real Murcia labdarúgója volt. 1955 és 1959 között a Real Madrid játékosa volt, ahol két spanyol bajnoki címet szerzett a csapattal. Háromszoros BEK-győztes volt a csapattal, de csak az első, 1956-os döntőn szerepelt. 1958. április 20-án a Celta Vigo ellen mérkőzésen súlyosan térdsérülést szenvedett. Orvosi műhiba miatt a műtét nem sikerült és már sohasem tudott olyan formában játszani, mint korábban. 1960 tavaszán a Levante, 1960 és 1962 között a Plus Ultra, 1962 és 1964 között a Real Murcia játékosa volt. 1964–65-ben a CD Abarán csapatában fejezte be az aktív játékot.

### A válogatottban
1958-ban egy alkalommal szerepelt a spanyol válogatottban.

## Sikerei, díjai
Real Madrid
- Spanyol bajnokság (La Liga)
  - bajnok (2): 1956–57, 1957–58
- Bajnokcsapatok Európa-kupája (BEK)
  - győztes (3): 1955–56, 1956–57, 1957–58

## Statisztika

### Mérkőzése a spanyol válogatottban
| Spanyolország | Spanyolország     | Spanyolország                     | Spanyolország | Spanyolország | Spanyolország | Spanyolország | Spanyolország | Spanyolország |
| #             | Dátum             | Helyszín                          | Hazai         | Eredmény      | Vendég        | Kiírás        | Gólok         | Esemény       |
| ------------- | ----------------- | --------------------------------- | ------------- | ------------- | ------------- | ------------- | ------------- | ------------- |
| 1.            | 1958. április 13. | Madrid, Santiago Bernabéu stadion | Spanyolország | 1 – 0         | Portugália    | barátságos    | -             |               |
|               | Összesen          |                                   |               | 1             | mérkőzés      |               | 0             | gól           |